# Río Linquera
El río Linquera o Junquera es un curso fluvial de Cantabria (España) perteneciente a la cuenca hidrográfica del Pas. Tiene una longitud de 6,121 kilómetros, con una pendiente media de 4,9º. Se une al Pas por su margen derecha en Vargas, tras haberse unido al Pisueña a la altura de Santibáñez. En su paso atraviesa un bosque de hoja caduca llamado hayal de Aloños.